# 布雷瑟
布雷瑟（德語：Breese）是德国勃兰登堡州的一个市镇，隶属于普里格尼茨县。总面积为23.69平方千米，截至2020年总人口为1504人。